# Думки про освіту дочок
«Думки про освіту дочок: з роздумами про жіночу поведінку у найважливіших обов'язках в житті» (англ. Thoughts on the education of daughters: with reflections on female conduct, in the more important duties of life) — перша робота британської феміністки та освітянки Мері Волстоункрафт, опублікована в 1787 її другом Джозефом Джонсоном.
«Думки» є повчальною книгою, в якій викладені поради щодо освіти жінок середнього класу, що почала зароджуватись у Британії. Не дивлячись на панівні роздуми про мораль та етикет, текст також включає базові настанови щодо виховання дітей, такі як догляд за немовлям.
Рання версія сучасного посібника, повчальна книга 18 століття описує багато літературних традицій, таких як поради щодо підручників і релігійних наративів. Відбувся бурхливий розвиток кількості повчальних книг, опублікованих протягом другої половини 18 століття, і Волстоункрафт використала розвиток ринку, опублікувавши «Думки». Попри помірну позитивну оцінку (лише одним журналом, та єдиний передрук), робота була розібрана на цитати в тогочасних популярних журналах, однак не перевидавалася аж до розквіту феміністського літературознавства в 1970-х.
Як і інші книги про поведінку того часу, «Думки» адаптували старі жанри до характеру нового середнього класу. Книга закликає матерів вчити дочок аналітично мислити, бути самоорганізованими, чесними, задоволеними своїм соціальним станом та заволодівати навичками торгівлі (у випадку, якщо виникне потреба утримати себе). Ці цілі викликали у Волстонкрафт сумніви щодо інтелекту Джона Локка, проте, вона надає важливу роль релігії та природним емоціям, а це відрізняє її роботу від його. Її мета — навчити жінок бути гідними матерями та дружинами, бо, як вона стверджує, це ролі, через які вони можуть найбільш ефективно брати участь в житті суспільства. Переважно «домашня» роль жінки у нарисах Волстоункрафт інтерпретується така, що обмежує їх життя приватною сферою.